# فريدريك ويليام فاندربلت
فريدريك ويليام فاندربلت (بالإنجليزية: Frederick William Vanderbilt)‏ هو شخصية أعمال أمريكي، ولد في 2 فبراير 1856 في نيو دروب ‏ في الولايات المتحدة، وتوفي في 29 يونيو 1938 في هايد بارك في الولايات المتحدة.